# 蘇厝寮
蘇厝寮，原寫為蘇厝藔，是台灣嘉義縣六腳鄉的一個傳統地域名稱，位於該鄉東北部。相較於今日行政區，其範圍大致為蘇厝村不含南端、六斗村北部中央凸出部分的中西側，以及因北港溪河道變遷而劃出縣界的雲林縣北港鎮扶朝里東南端及東部凸出部分的西南側、水埔里最東端。

## 歷史
台灣清治末期至日治初期，蘇厝寮地區為一（舊制）街庄，稱為「蘇厝藔庄」，隸屬於大槺榔西堡。昔日該庄西及北隔北港溪分別與扶朝家庄、北港街為界，東與崙仔庄為鄰，南邊為六斗尾庄。
1901年（日治明治三十四年）11月，全台廢縣廳改設二十廳，該庄隸屬於嘉義廳。1903年（明治三十六年）6月，該庄編入「灣內區」，隸屬於嘉義廳。1909年（明治四十二年）10月，合併二十廳為十二廳，灣內區仍隸屬於嘉義廳。1920年（大正九年），全台地方制度大改正，廢十二廳改設五州二廳，該庄改制並雅化為「蘇厝寮」大字，隸屬於臺南州東石郡六腳庄（新制街庄）。
戰後六腳庄改制為六腳鄉，隸屬於臺南縣，大字亦改制為村。1950年10月，雲、嘉、南分治，六腳鄉改隸屬於嘉義縣。

## 聚落
本地區發展較早的聚落有蘇厝藔、溪湖（已消失）、大庄等，在日治期初期的官方地圖上已有記載。

## 交通
省道台19線又稱「中央公路」，是彰化至台南永康的幹道，經過本地區蘇厝寮聚落。由該道路北行可前往雲林縣北港鎮、元長鄉、襃忠鄉、崙背鄉等地；南行可前往六腳鄉、朴子市、義竹鄉、臺南市鹽水區等地。
縣道145號是彰化縣埤頭鄉埤頭至嘉義縣六腳鄉港尾寮的道路，經過本地區蘇厝寮、大庄兩聚落中間地帶。由該道路北行可前往雲林縣元長鄉中部偏東南、土庫鎮、虎尾鎮、西螺鎮、埤頭鄉等地，南行可前往港尾寮，並止於省道台19線路口。
縣道159號是新港（實際起點在六腳鄉蘇厝寮）至番路的道路，起點在本地區蘇厝寮聚落的省道台19線路口。由此東南行可前往新港鄉、太保市東北部、嘉義市、嘉義縣竹崎鄉西南部、番路鄉，並止於縣道159甲線路口。
鄉道嘉69線是舊南港至大庄的道路。